# Wolfgang Iser
Wolfgang Iser (født 22. juli 1926, død 24. januar 2007) var en tysk litteraturteoretiker, der opfattede tekster som en konstruktion af spor, hvor forfatteren efterlader nogle tomme pladser, som læseren selv skal udfylde. Denne litterære metode kaldes receptionsteori.